# Кёва
Кёва (яп. 共和町 Кё:ва-тё:) — посёлок в Японии, находящийся в уезде Иванай округа Сирибеси губернаторства Хоккайдо. Площадь посёлка составляет 304,96 км², население — 6349 человек (30 июня 2014), плотность населения — 20,82 чел./км².

## Географическое положение
Посёлок расположен на острове Хоккайдо в губернаторстве Хоккайдо. С ним граничат посёлки Ники, Фурубира, Иванай, Куттян, Ранкоси и село Томари.

## Население
Население посёлка составляет 6349 человек (30 июня 2014), а плотность — 20,82 чел./км². Изменение численности населения с 1980 по 2005 годы:
| 1980 | 7931 чел. |  |
| 1985 | 8282 чел. |  |
| 1990 | 7691 чел. |  |
| 1995 | 7430 чел. |  |
| 2000 | 7249 чел. |  |
| 2005 | 7112 чел. |  |

## Символика
Деревом посёлка считается тис остроконечный, цветком — вахта.